# Bromelia nidus-puellae
Espèce
Statut de conservation UICN

 EN B1ab(iii)+2ab(iii) : En danger
Bromelia nidus-puellae est une espèce de plantes à fleurs de la famille des Bromeliaceae, endémique de Colombie.

## Synonymes
- Karatas nidus-puellae André

## Distribution et habitat
L'espèce est endémique de Colombie.
Elle vit en milieu tropical.

## Description
L'espèce est hémicryptophyte.